# Jan Zieliński (generał)

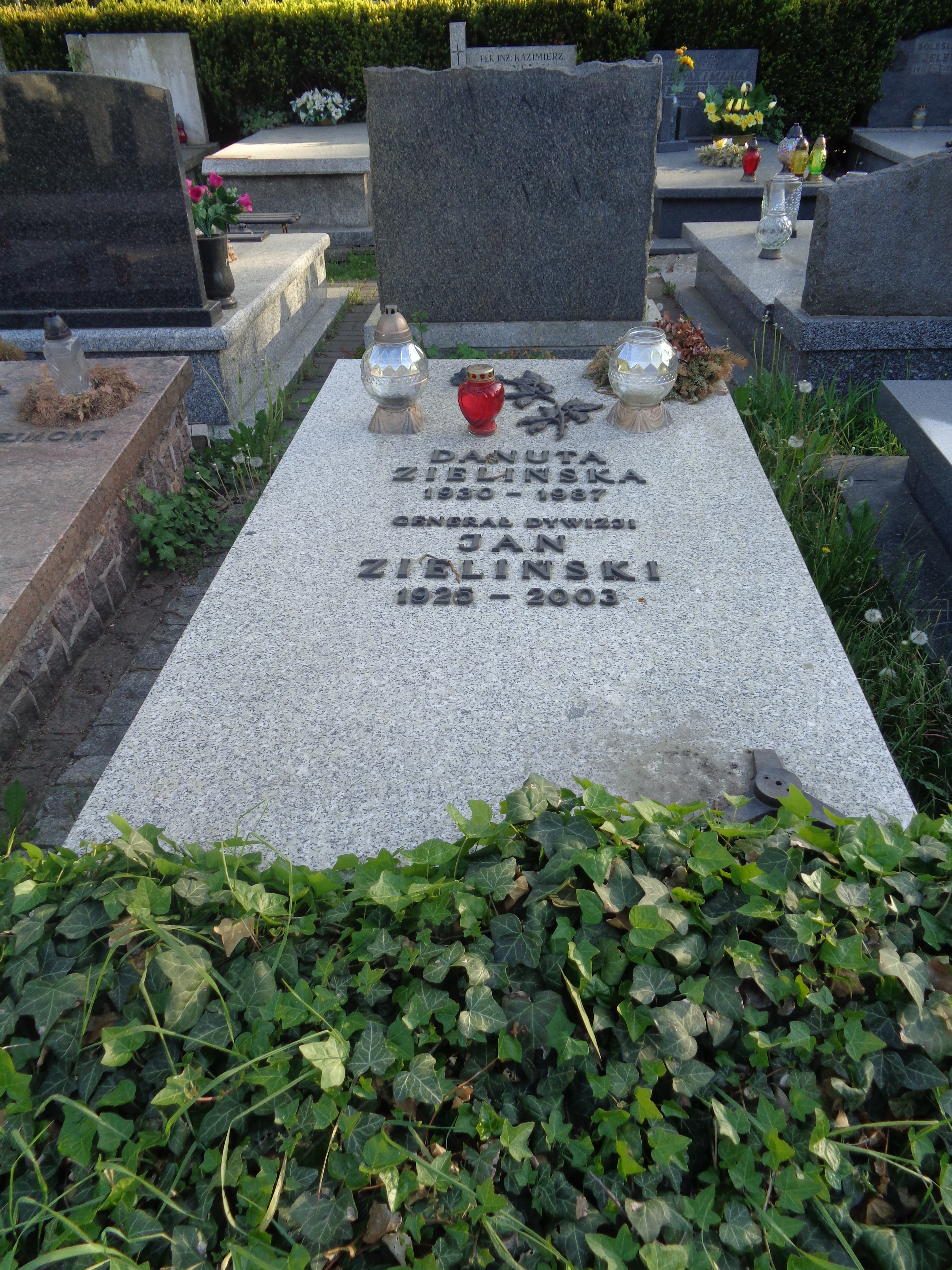
Grób generała Jana Zielińskiego na cmentarzu wojskowym na Powązkach

Jan Zieliński (ur. 26 grudnia 1925 w Kcyni, zm. 8 listopada 2003 w Warszawie) – generał dywizji ludowego Wojska Polskiego.

## Życiorys
Syn Wacława i Józefy z Kiełczewskich. Do wybuchu wojny w 1939 skończył rok bydgoskiego gimnazjum. Podczas okupacji był mechanikiem samochodowym w Bydgoszczy, po wyzwoleniu miasta 27 I 1945 wstąpił do MO, a 23 II 1945 przeszedł do służby w LWP. Początkowo został skierowany do plutonu ochrony Rejonowej Komendy Uzupełnień w Bydgoszczy, potem został dowódcą tego plutonu. W latach 1945–1947 był słuchaczem Oficerskiej Szkoły Broni Pancernej i Wojsk Samochodowych w Modlinie (potem w Poznaniu). Po ukończeniu szkoły oficerskiej został promowany na stopień podporucznika w korpusie oficerów broni pancernej. W listopadzie 1947 został dowódcą plutonu szkolnego pułku samochodowego w Chełmnie, a w październiku 1948 został przeniesiony do Oficerskiej Szkoły Samochodowej w Pile na stanowisko dowódcy plutonu oficerów rezerwy, a od października 1949 dowódcy kompanii podchorążych. W latach 1950–1955 studiował na Wydziale Samochodów i Ciągników Akademii Tyłów i Transportu w Leningradzie, po której ukończeniu uzyskał dyplom magistra inżyniera specjalności samochodowej. W listopadzie 1955 został zastępcą komendanta Oficerskiej Szkoły Samochodowej ds. wyszkolenia w Pile. W 1961 został przeniesiony do Bydgoszczy na szefa Oddziału Rewizji Materiałowej Służb Technicznych Pomoskiego Okręgu Wojskowego, a w listopadzie 1965 został szefem Rewizji okręgu. W 1964 ukończył Kurs Doskonalenia Oficerów Ekonomicznych przy Ministerstwie Finansów (dwuletnie zaoczne studium o kierunku ekonomicznym) i otrzymał tytuł dyplomowanego biegłego księgowego. W marcu 1966 został komendantem Oficerskiej Szkoły Samochodowej (od października 1967 Wyższej Oficerskiej Szkoły Samochodowej). 9 października 1968 na mocy uchwały Rady Państwa awansowany do stopnia generała brygady; nominację wręczył mu w Belwederze 12 października 1968 przewodniczący Rady Państwa PRL Marszałek Polski Marian Spychalski. Od 5 stycznia 1969 zastępca dowódcy Śląskiego Okręgu Wojskowego we Wrocławiu ds. technicznych. W latach 1974–1977 sprawował funkcję zastępcy Głównego Inspektora Techniki – szefa Wojskowych Przedsiębiorstw Remontowo-Produkcyjnych, a następnie w latach 1977–1982 zastępcy Głównego Inspektora Techniki – szefa zamówień i dostaw techniki wojskowej. W 1980 ukończył Kurs Operacyjno-Strategiczny w Wojskowej Akademii Sztabu Generalnego Sił Zbrojnych ZSRR im. Klimienta Woroszyłowa w Moskwie. 30 września 1982 na mocy uchwały Rady Państwa mianowany generałem dywizji; nominację wręczył mu w Belwederze 11 października 1982 przewodniczący Rady Państwa PRL prof. Henryk Jabłoński. 5 lipca 1982 wyznaczony do wykonywania zadań poza wojskiem i 28 lipca 1982 powołany na stanowisko dyrektora generalnego Komisji Planowania przy Radzie Ministrów. Po reorganizacji urzędów był od 4 maja 1989 dyrektorem generalnym Centralnego Urzędu Planowania (odwołany ze stanowiska 15 czerwca 1990). 13 kwietnia 1990 roku pożegnany przez ministra obrony narodowej gen. armii Floriana Siwickiego w związku z zakończeniem zawodowej służby wojskowej. Rozkazem personalnym MON nr 097 z dnia 30 lipca 1990 został przeniesiony w stan spoczynku 7 listopada 1990 z powodu osiągnięcia ustawowej granicy wieku. W Wojsku Polskim służył przez 45 lat, z czego 22 lata w stopniu generalskim. Podczas służby uzyskiwał bardzo dobre opinie.
Był zastępcą przewodniczącego Głównej Komisji Wynalazczości i Racjonalizacji WP. Brał udział w opracowywaniu haseł do „Encyklopedii Techniki Wojskowej”. W latach 1986–1989 był członkiem Ogólnopolskiego Komitetu Grunwaldzkiego. W latach 1988–1990 członek Rady Ochrony Pamięci Walk i Męczeństwa. Pochowany na cmentarzu Powązki Wojskowe w Warszawie (kwatera B4-7-14).

## Awanse
W trakcie wieloletniej służby w ludowym Wojsku Polskim otrzymywał awanse na kolejne stopnie wojskowe:
- podporucznik – 12 października 1946
- porucznik – 1 lipca 1949
- kapitan – 5 sierpnia 1952
- major – 3 grudnia 1955
- podpułkownik – 1 października 1958
- pułkownik – 28 września 1964
- generał brygady – 9 października 1968
- generał dywizji – 30 września 1982

## Życie prywatne
Mieszkał w Warszawie. Od 1952 żonaty z Danutą Rozalią z domu Atamańską (1930-1987). Małżeństwo miało trzech synów.

## Odznaczenia
- Krzyż Komandorski z Gwiazdą Orderu Odrodzenia Polski (1986)
- Krzyż Komandorski Orderu Odrodzenia Polski (1971)[4]
- Krzyż Kawalerski Orderu Odrodzenia Polski (1966)
- Order Sztandaru Pracy II klasy (1978)
- Srebrny Krzyż Zasługi (1958)
- Medal za Odrę, Nysę, Bałtyk (1965)
- Medal „Za udział w walkach o Berlin” (1970)
- Medal 30-lecia Polski Ludowej
- Medal 40-lecia Polski Ludowej
- Złoty Medal „Siły Zbrojne w Służbie Ojczyzny” (1968)
- Srebrny Medal Siły Zbrojne w Służbie Ojczyzny
- Brązowy Medal Siły Zbrojne w Służbie Ojczyzny
- Złoty Medal „Za zasługi dla obronności kraju” (1973)
- Srebrny Medal „Za zasługi dla obronności kraju”
- Brązowy Medal „Za zasługi dla obronności kraju”
- Odznaka „Zasłużony Pracownik Handlu Zagranicznego” (1983)[5]
- Order Sławy (ZSRR) (1973)
- Medal jubileuszowy 60-lecia Sił Zbrojnych ZSRR (1979)
- Medal jubileuszowy 70-lecia Sił Zbrojnych ZSRR (1988)
- Medal „Za umacnianie braterstwa broni” (ZSRR)
- Medal 30 lat Rewolucyjnych Sił Zbrojnych Kuby (Kuba) (1987)
- inne odznaczenia i medale